# 利达洛尔
利达洛尔（英语：Ridazolol）是一种作为β肾上腺素能受体拮抗剂的药物。1980年代和90年代人们对其对冠心病和原发性高血压的作用进行了研究。
据了解，该产品并未在世界任何地方销售。